# فرودگاه منا
فرودگاه منا (به انگلیسی: Minna Airport) یک فرودگاه همگانی با کد یاتا MXJ است که یک باند فرود آسفالت دارد و طول باند آن ۳۳۹۹ متر است. این فرودگاه در محدودهٔ شهر منا، کشور نیجریه قرار دارد و در ارتفاع ۲۵۴ متری از سطح دریا واقع شده‌است.